# Motim das Mulheres
Denomina-se Motim das Mulheres, Guerra das Mulheres ou Revolta das Mulheres o movimento que ocorreu a 30 de agosto de 1875, durante o Segundo reinado, na cidade de Mossoró, no interior do Rio Grande do Norte. Naquele dia, cerca de 300 mulheres saíram pelas ruas da cidade em passeata próximo à sede do jornal O Mossoroense, com o objetivo de protestar contra a obrigatoriedade do alistamento militar. Armadas com utensílios domésticos, as mulheres invadiram repartições públicas e delegacias, fizeram um escrivão de refém, e rasgaram os papéis e documentos que convocavam seus filhos e maridos para o Exército ou para a Marinha.
Entre as líderes da revolta, estavam Joaquina de Souza, Maria Filgueira, e Anna Rodrigues Braga, também conhecida como Anna Floriano, esta última chegou a empunhar um espeto de ferro para defender a redação do jornal local da invasão dos mandantes de um político que queria impedir a publicação dos fatos.
Atualmente, o Motim das Mulheres é encenado em um dos atos do Auto da Liberdade na cidade de Mossoró.